# Église Notre-Dame d'Ouville-la-Bien-Tournée
Pour les articles homonymes, voir Église Notre-Dame.
L'église Notre-Dame est une église affectée au culte catholique et située à Ouville-la-Bien-Tournée, en France.

## Localisation
L'église est située dans le département français du Calvados, sur le territoire de la commune d'Ouville-la-Bien-Tournée, dans le pays d'Auge.

## Historique
L'église est à l'origine du toponyme qui, dans sa forme actuelle, est un euphémisme. Le nom originel de la commune était Ouville-la-Bétournée, ce qui, d'après l'ancien français bé, signifiait en fait « la mal tournée ». En effet, l'église est construite sur un axe nord-sud et se trouve tournée vers le sud alors qu'il est d'usage que les églises suivent un axe ouest-est et soient tournée vers l'orient, c'est-à-dire « orientées ».

## Architecture
L'édifice est classé au titre des monuments historiques le 5 juin 1896.